# Marie-Denise Fabien-Jean-Louis
Marie-Denise Fabien-Jean-Louis  (née en 1944) est une femme politique haïtienne qui fut ministre des affaires étrangères en 1991.

## Biographie
Marie-Denise Fabien-Jean-Louis est née en 1944 et vécue aux Gonaïves durant son enfance. 
Entre 1962 et 1973, elle effectue ses études supérieures à faculté de médecine de Strasbourg où elle obtient un doctorat de médecin anesthésiste.

## Carrière politique
Le 19 février 1991, elle nommé ministre des affaires étrangères par le premier ministre haïtien René Préval.